# Vovciîneț, Kozeatîn
Vovciîneț (în ucraineană Вовчинець) este o comună în raionul Kozeatîn, regiunea Vinnița, Ucraina, formată numai din satul de reședință.

## Demografie
Componența lingvistică a satului Vovciîneț
     Ucraineană (99,24%)
     Alte limbi (0,76%)
Conform recensământului din 2001, majoritatea populației satului Vovciîneț era vorbitoare de ucraineană (99,24%), existând în minoritate și vorbitori de alte limbi.